# Бразильська пурпурова гарячка
Бразильська пурпурова гарячка (англ. Brazilian purpuric fever, порт. febre purpúrica brasileira) — інфекційна хвороба дітей, яку спричинює бактерія Haemophilus influenzae biogroup aegyptius / біотипу III. Хвороба може призвести до смертельного сепсису.

## Історія досліджень
Вперше була виявлена у штаті Сан-Паулу (Бразилія) у 1984 році. Описана в муніципалітеті Проміссасо, де померло 7 дітей. Спалах охопив 15 муніципалітетів у штаті. Також у місті Лондріна, штат Парана, було зафіксовано 13 випадків та 7 смертей. У цей час маленькі діти у віці від 3 місяців до 10 років хворіли на незвичайну хворобу, що характеризувалася високою гарячкою та пурпуровими висипаннями на тілі. Усі ці випадки були смертельними, і спочатку вважалося, що їх спричинила менінгококцемія. Зрештою причиною цих смертей підтверджено зараження H. influenzae aegyptius. Хоча, як вважалося, хвороба обмежується лише Бразилією, однак випадки мали місце також в Австралії, у місті Аліс-Спрингс (1996) та США впродовж 1984—1990 років.

## Етіологія
Haemophilus influenzae biogroup aegyptius — неспороутворюючі грамнегативні кокобацили. Вони є аеробними або факультативно анаеробними мікроорганізмам з малою рухливістю. Потребують заздалегідь сформованих факторів росту, присутніх у крові, зокрема геміна (фактор Х) та НАД або НАДФ (V фактор). Найкраще ростуть при 35–37 °C і pH 7,6. Входять до складу нормальної флори верхніх дихальних шляхів людини.

## Епідеміологічні особливості
Вважається, що очні мошки роду Liohippelates є причиною епідемії кон'юнктивіту серед дітей, яка сталася в Мато-Гроссо-ду-Сул в 1991 році. У 19-ти з цих дітей після кон'юнктивіту розвинулася пурпурова гарячка. Інші способи передачі, включаючи контакт із кон'юнктивальними частинками від інфікованих людей, офтальмологічні інструменти, які не були стерилізовані належним чином, спільне використання аплікаторів макіяжу очей або багаторазових очних препаратів були виключені.
Припускається, що діти до 5 років більш чутливі до цієї хвороби, оскільки їм не вистачає бактерицидної активності в сироватці крові проти інфекції. Діти старшого віку та дорослі мають значно більші титри бактерицидних антитіл, які служать захисним заходом.

## Патогенез і патологічна анатомія
Патогенез недостатньо прояснений, але вважається, що збудники потрапляють до глотки або кон'юнктиви, після чого поширюються в кров. Ця гіпотеза підкріплена виділенням бактерій з кон'юнктиви і глотки від документально підтверджених випадків з бактеріємією H. influenzae. Можливі фактори вірулентності збудника включають ліпоолігосахариди, капсульні полісахариди, джгутикові білки (опосередковують адгезію до слизової оболонки), імуноглобулін А1, білки, пов'язані з мембраною, і позаклітинні білки. 60-кілодальтоновий гемаглютинуючий позаклітинний продукт був запропонований як основний патогенний фактор, пов'язаний з геморагічними проявами хвороби.
Розтин загиблих показав крововиливи у шкіру, легені та наднирники. Гістопатологія показала внутрішньосудинні мікротромби та некрози у верхній частині дерми, крововиливи у ниркові клубочки, легені та печінкові синусоїди.

## Клінічні ознаки
Хвороба починається гарячкою вище від 38,5 °C, нудотою, блюванням, сильним болем у животі. Далі розвивається септичний шок і врешті-решт настає смерть. В анамнезі за 30 днів до початку гарячки у них був зафіксований кон'юнктивіт. У дітей з'являються пурпурові висипання на шкірі, переважно на обличчі та кінцівках, ціаноз, швидкий некроз м'яких тканин, особливо рук, ніг, носа, вух.

## Діагностика
Клінічна діагностика включає прояви: головним чином гарячку, пурпурові висипання, швидке прогресування захворювання. Специфічна діагностика ґрунтується на бактеріологічному виділенні Haemophilus influenzae aegyptius з крові при негативних результатах лабораторних досліджень на Neisseria meningitidis, через те, що клінічні прояви уражень цими збудниками схожі.

## Лікування
Успішно лікувати надзвичайно важко, головним чином через труднощі із встановленням належного діагнозу. Оскільки хвороба починається з, як видається, кон'юнктивіту, Haemophilus influenzae aegyptius не сприйнятливий до очних крапель більшості антибіотиків, які використовуються для лікування такого стану. Якщо ж розвиваються системні прояви, потрібно системне лікування антибіотиками: ампіциліном або рифампіцином. Якщо таке лікування антибіотиками проводиться до появи гарячки, то видужання йде швидко, але коли хвороба вже у розпалі, то летальність досягає 70%.

## Профілактика
Основний метод запобігання основного захворювання за появи кон'юнктивіту включає належну гігієну та догляд за ураженим оком. Якщо виявляється, що кон'юнктивіт спричинює Haemophilus influenzae aegyptius, тоді показано швидке лікування антибіотиками, бажано рифампіцином, щоб запобігти прогресуванню патологічного процесу. Якщо заражена людина проживає в Бразилії, обов'язково слід повідомити про таке орган охорони здоров'я, щоб можна було провести належне епідеміологічне розслідування контактів, яке допоможе визначити ймовірне джерело зараження.